# Osroes II
Osroes II, död 190, var kung av Partherriket mellan 190 och 190 e.Kr. 